# Federico Colosimo
Federico Colosimo (Roma, 11 ottobre 1988) è un ex pallanuotista italiano.

## Biografia
Vince un titolo italiano giovanile con la Roma Pallanuoto nel 2002, società in cui muove i primi passi. A 16 anni si trasferisce alla Racing Roma in A2, con cui perde le semifinali dei playoff promozione. Esordisce in serie A1 nel 2006 con la Lazio, con cui passa due stagioni raggiungendo i playoff scudetto in entrambe le occasioni. Dopo una stagione alla Roma Vis Nova in A2, si trasferisce alla Roma 2007 nel 2010 per due anni tra serie B e A2.
Torna alla Lazio nel 2012, squadra con cui disputa la Serie A1. Dal 2015 è il capitano del team biancoceleste, fino al ritiro nel 2021.
È un giornalista professionista.

### Vita privata
Il 9 settembre 2017 ha sposato a Zoagli la sincronetta Mariangela Perrupato. L'11 settembre 2018 è divenuto padre di una figlia di nome Ginevra. Il 15 ottobre 2021 è nato Filippo Colosimo, secondogenito di Federico Colosimo e Mariangela Perrupato.